# Лінда Бемент
Лінда Бемент (англ. Linda Bement; рід. 2 листопада 1941 року) — переможниця Міс США 1960 і Міс Всесвіт 1960.

## Біографія
Третя Міс США, яка виграла титул Міс Всесвіт. Конкурс 1960 року широко висвітлювався засобами масової інформації.
У 1962 році вийшла заміж за панамця жокея Мануеля Іказа. Вони мали двох дітей і розлучилися в листопаді 1969..
Відвідувала Церкву адвентистів сьомого дня.